# 別府総太郎

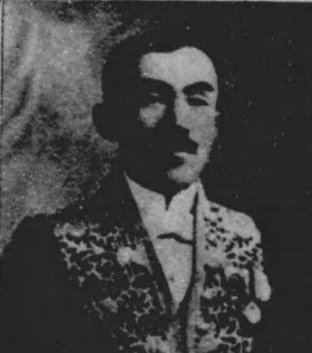
別府総太郎

別府 総太郎（べっぷ そうたろう、1883年（明治16年）5月17日 - 1931年（昭和6年）5月16日）は、日本の内務官僚。官選県知事。

## 経歴
山口県豊浦郡滝部村（豊北町を経て現下関市豊北町大字滝部）出身。別府玄三の二男として生まれる。第一高等学校を経て、1909年（明治42年）東京帝国大学法科大学政治学科を卒業。1911年（明治44年）11月、文官高等試験行政科試験に合格。内務省に入り福岡県試補となる。
以後、福岡県理事官、群馬県理事官兼視学官、内閣書記官兼国勢院書記官、法制局参事官、拓殖事務局長などを歴任。
1924年6月、島根県知事に就任。1926年9月、奈良県知事に転じた。1927年5月、栃木県知事に就任。1928年6月、同県知事を辞任し退官した。1931年5月16日死去。享年47。

## 栄典
- 1921年（大正10年）7月1日 - 第一回国勢調査記念章[2]